# من أسرار القرآن (كتاب)
يناقش الدكتور مصطفى محمود في هذا الكتاب عرض القرآن للكثير من القضايا العقدية، والعديد من القضايا الدنيوية ويوضح مغزى الكثير من الأمور وأن هذا كتاب الكريم محكم جامع لكل الأمور ولا يعتريه أي نقص في أي مجال في الحياة. الكتاب ثري بالعديد من الموضوعات العقدية والدنيوية، فيناقش الدكتور مصطفى محمود لماذا خلق الله الحشرات والحيوانات، ويناقش التآمر اليهودي على الأديان، وعلم النفس القرآني وهنا يتطرق للحديث عن المناجاة والتوسل وغير ذلك من الأمور، وكذلك يتطرق للحديث عن الحدود مثل قطع اليد وما الحكمة في ذلك. ويناقش الدكتور مصطفى محمود السر في وجود التناقض في الحياة الدنيا، وكيف أنه سنة إلهية، وتحدث عن نظرة علم النفس الحديث والتجريبي للإنسان، والكثير من القضايا الأخرى.

## مقتطفات من الكتاب
- “ذروة العلاج النفسي في الإسلام هي الذكر.. ذكر بالقلب واللسان والجوارح والسلوك والعمل، واستشعار الحضرة الإلهية على الدوام في كل قول وفعل.”
- “إن القرآن جاء صريحا بأن الله لا يغير ما بالناس حتى يبدؤوا هم بتغيير مافي نفوسهم (إن الله لا يغير ما بقوم حتى يغيروا ما بأنفسهم) الرعد - 11، فإقامة شرع الله في دولة النفس هي البداية والشرط الأول الذي بدونه لا تغيير.”
- “المستقبل بالنسبة لله حدث في علمه وانتهى، وكل ما يأتي في الغد القريب والبعيد بالنسبة لله تحصيل حاصل، ولهذا نجد الله يصف أحداث يوم القيامة بالفعل الماضي مع أنها مستقبل. كما في قوله تعالي: (ونُفخ في الصور فجمعناهم جمعا) الكهف - 99”
- “المطالبة بتطبيق الحدود قبل تطهير هذا الجو، هو ظلم ليس من الإسلام في شيء !”
- “المرتدون اليوم عن الإسلام هم في حقيقة الأمر ليسوا مرتدين، إنما أخذوا إسلامهم وراثة ودون تفكير أو اختيار، فهؤلاء لم يدخل الإسلام في قلوبهم ولا عقولهم ولو أنه دخل لما خرج أبدا !”
- “الوسط العدل في الإسلام ليس مجرد وسط حسابي وإنما هو وسط تركيبي انتقائي جدلي، فالكرم ليس وسط حسابيا بين البخل والكرم وإنما هو وسط انتقائي يضم أحسن ما في البخل (وهو الحرص) إلى أحسن ما في الإسراف (وهو المبادرة والبسط) ثم هو يضيف إلى هذه الصفات مزيدا من صفات أخرى مثل العقل والسداد وحسن الاختيار ليؤلف الكرم.”

## وصلات خارجية
- فيديو حلقات الدكتور مصطفى محمود.
- مدونة الدكتور مصطفى محمود.
- "كان نائماً في سكينة تامة لم يستيقظ منها": ابنة مصطفى محمود لـ"العربية.نت": العالم الكبير رحل في هدوء،  العربية نت،  31 أكتوبر 2009.
- صفحة مصطفى محمود على موقع أبجد
- صفحة اقتباسات مصطفى محمود على موقع أبجد
- صفحة باسم الدكتور رائعة على الفيس بوك
- الفيلم الوثائقي العالم والايمان على اليوتيوب
- محمود تحميل كتب الدكتور مصطفى محمود كاملة pdf